# Réseau mixte technologique
Un réseau mixte technologique  (RMT), dans le domaine de l'agriculture (ainsi que de l'agroforesterie et de la sylviculture) en France, est à la fois un label et une entité[pas clair] administrative sans personnalité juridique, destiné à encourager des partenariats thématiques associant recherche et développement, formation (enseignement technique agricole) et gestion, autour de sujets à forts enjeux socio-économiques et environnementaux considérés comme prioritaires.

## Histoire
Le RMT a été introduit par la loi d'orientation agricole no 2006-11 du 5 janvier 2006, et est cadré par décret  et une circulaire.
Début 2019, 22 RMT étaient agréés pour le secteur agricole et 10 pour le secteur agro-alimentaire.

## Contenu
Pour créer un RMT, il faut associer au moins :
- trois instituts techniques qualifiés ou chambres d'agriculture ;
- un établissement d'enseignement technique agricole ;
- un établissement d'enseignement supérieur ou un organisme de recherche public ;
- et possiblement plusieurs autres entités ayant des missions de développement agricole et rural (par exemple : organismes nationaux à vocation agricole et rurale (ONVAR)[5] ou entreprises du secteur agricole ou agroalimentaire.

## Créations
Les réseaux mixtes technologiques sont proposés depuis 2006 par des acteurs, à la suite d'appels à projets du ministère de l'Agriculture.
Le ministère de l'Agriculture en a confié la coordination à l'ACTA et à l’APCA pour le secteur agricole, et à l'ACTIA pour le secteur agroalimentaire.

## Objectifs
Le RMT vise à faciliter, par un travail collaboratif, l'innovation au service d'intérêts collectifs, par la mise en commun de ressources humaines, matérielles.

## Suivi et évaluation
Les RMT sont périodiquement évalués, sous l'égide du ministère chargé de l'Agriculture (DGER, qui attribue ou retire le label).

## Le label RMT
Le label peut aussi être attribué à certains projets soutenus par le réseau lui-même.

## Structures à vocations proches
Les unités mixtes technologiques, plus modestes, et sans personnalité juridique, peuvent n'être constituées que d'un institut technique qualifié, un organisme de recherche public ou un établissement d'enseignement supérieur. À la manière des RMT, elles sont créées à la suite d'appels à propositions ministériels, depuis 2006. En 2019, il en existait 17 pour le secteur agricole et 12 pour le secteur agro-alimentaire.
Dans le domaine de la recherche, parmi les structures ayant ce type d'objectifs (unités mixtes de recherche...) ou s'inscrivant dans un RMT, ou encore susceptibles de s'y inscrire, figurent notamment divers organismes publics civils de recherche français tels que :
- l'Institut national de la recherche pour l'Agriculture, l'Alimentation et l'Environnement (INRAE) ;
- le Centre de coopération internationale en recherche agronomique pour le développement (CIRAD) ;
- l'Institut de recherche pour le développement (IRD);
- l'Institut français de recherche pour l'exploitation de la mer (IFREMER);
- l'Institut national de la santé et de la recherche médicale (INSERM).

Dans le domaine de l'enseignement supérieur et de la recherche, figurent notamment 
L'Institut Agro, Agro Paris Tech...